# جزایر آندامان و نیکوبار
جزایر آندامان و نیکوبار (به بنگالی: আন্দামান নিকোবর দ্বীপপুঞ্জ) (هندی: अण्डमान और निकोबार) گروهی از جزیره‌ها در خلیج بنگال و یک قلمرو اتحادیه در هند هستند.
این ناحیه از نظر جغرافیایی ۱۵۰ کیلومتر بالاتر از آچه در اندونزی قرار گرفته و توسط دریای آندامان از میانمار و تایلند جدا شده‌است.
این جزایر از دو گروه جزیره آندامان و نیکوبار تشکیل شده‌است. مرکز این ناحیه، پورت بلر می‌باشد که در قسمت جزایر آندامان قرار گرفته‌است.
جزایر آندامان و نیکوبار یکی از قلمروهای اتحادیه‌ای هند است که از ۵۷۲ جزیره تشکیل شده‌است و تنها ۳۸ جزیره از آن‌ها دارای سکنه هستند. این جزایر به دو گروه اصلی تقسیم می‌شوند: جزایر آندامان در شمال و جزایر نیکوبار در جنوب که توسط کانال ده درجه‌ای به پهنای حدود ۱۵۰ کیلومتر از هم جدا شده‌اند. پورت بلر (نام رسمی: شری ویجایا پورام)، مرکز و بزرگ‌ترین شهر این قلمرو، در فاصلهٔ حدودی ۱٬۱۹۰ کیلومتر از چنای و ۱٬۲۵۵ کیلومتر از کلکته در هند قاره‌ای قرار دارد. این جزایر میان خلیج بنگال در غرب و دریای آندامان در شرق واقع شده‌اند و شمالی‌ترین نقطهٔ آن‌ها در فاصلهٔ ۹۰۱ کیلومتر از دهانهٔ رود هوگلی جای دارد. نقطه ایندیرا (با مختصات ۶°۴۵′۱۰″ شمالی و ۹۳°۴۹′۳۶″ شرقی) در نوک جنوبی نیکوبار بزرگ، جنوبی‌ترین نقطهٔ کشور هند به‌شمار می‌رود.
این قلمرو با کشورهای اندونزی در جنوب (حدود ۱۶۵ کیلومتر فاصله)، میانمار در شمال‌شرق (حدود ۲۸۰ کیلومتر) و تایلند در جنوب‌شرق (حدود ۶۵۰ کیلومتر) دارای مرزهای دریایی است. مجموع مساحت خشکی این جزایر در حدود ۸٬۲۴۹ کیلومتر مربع است و طبق سرشماری ۲۰۱۱ هند، جمعیتی برابر با ۳۸۰٬۵۸۱ نفر دارد. این قلمرو به سه بخش اداری تقسیم شده‌است: بخش نیکوبار (مرکز: کار نیکوبار)، بخش آندامان جنوبی (مرکز: پورت بلر) و بخش آندامان شمالی و میانی (مرکز: مایابوندر).
مطالعات ژنتیک و فرهنگی نشان می‌دهند که مردم بومی آندامانی ممکن است از حدود ۳۰٬۰۰۰ سال پیش، یعنی از دوران پارینه‌سنگی میانه، به‌طور کامل از دیگر جمعیت‌های انسانی جهان جدا مانده باشند. شواهد باستان‌شناسی از توده‌های پسماندهای صدفی نشان می‌دهند که تمدن‌هایی از حدود سال‌های ۲۰۰ تا ۳۰۰ پیش از میلاد در این جزایر حضور داشته‌اند.

## ریشه‌شناسی
نام «آندامان» احتمالاً از واژهٔ هندومان گرفته شده‌است که اشاره‌ای به هانومان، خدای هندوئیسم در حماسهٔ رامایانا دارد. مردمان مالای نیز که در گذشته در برده‌داری منطقه فعال بودند، همین نام را برای این منطقه به‌کار می‌بردند. بطلمیوس در قرن دوم میلادی این منطقه را «آنگادمان» و مارکو پولو در سدهٔ سیزدهم با نام «آنگامانیان» یاد کرده‌اند. نام «نیکوبار» که در مسیر دریایی میان جنوب هند و جنوب‌شرق آسیا واقع شده‌است، برگرفته از واژهٔ تامیلی «ناکّاوارام» به‌معنای «سرزمین برهنه/باز» است. در سده‌های میانه، این جزایر در منابع عربی «لنکه‌بَتوس» نامیده شده‌اند که احتمالاً تحریفی از همان «ناکّاوارام» است. در متن سانسکریتی کاتاسری‌تساگارا از قرن یازدهم میلادی، نام این جزایر به‌صورت «نَریکِل دویپ» (جزیرهٔ نارگیل) آمده‌است. مارکو پولو نیز آن را «نکووران» خوانده‌است، و در چین با نام «لو-جان گوو» یاد شده که ترجمه‌ای چینی از واژهٔ تامیلی «ناکّاوار» به‌شمار می‌رود.

## تاریخ

### تاریخ اولیه
مطالعات ژنتیکی و مردم‌نگارانه نشان می‌دهند که مردم بومی آندامانی احتمالاً از پایان پارینه‌سنگی میانه، یعنی بیش از ۳۰٬۰۰۰ سال پیش، از سایر جمعیت‌های انسانی جدا افتاده‌اند. شواهد باستان‌شناسی به‌دست‌آمده از توده‌پسماندها نشان می‌دهد که تمدن‌هایی دست‌کم از حدود سدهٔ سوم پیش از میلاد در این منطقه وجود داشته‌اند. این جزایر در آثار بطلمیوس از سدهٔ دوم میلادی نیز ذکر شده‌اند.

### سده‌های میانه

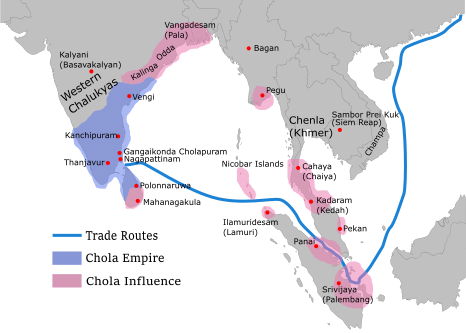
چولاها در سدهٔ یازدهم میلادی از این جزایر به‌عنوان پایگاه دریایی برای لشکرکشی به جنوب‌شرق آسیا استفاده کردند.

جزایر نیکوبار بر مسیرهای بازرگانی میان هند و جنوب‌شرق آسیا واقع بودند و از دیرباز با جهان بیرون در تماس بودند، اما به‌سبب نبود نظام نوشتاری در میان ساکنان بومی، اطلاعات تاریخی اندکی از آن دوران در دست است. این جزایر در سفرنامه‌های فاکسیان (سدهٔ ششم میلادی) و ای-تسینگ (سدهٔ هفتم میلادی) نیز ذکر شده‌اند.
در سدهٔ یازدهم میلادی، راجندرا چولا یکم از سلسله چولای تامیل‌اکم با بهره‌گیری از جزایر نیکوبار به‌عنوان پایگاه دریایی، لشکرکشی‌هایی به سرزمین‌های جنوب‌شرق آسیا انجام داد. این جزایر بخشی از مسیر تجاری تثبیت‌شده‌ای بودند که هند را به جنوب‌شرق آسیا پیوند می‌داد و این روند در دوران راجندرا دوم و کولوتونگا یکم نیز ادامه یافت. کتیبه‌های چولایی از تانجاوور متعلق به سال ۱۰۵۰ میلادی از این جزایر با عنوان «ما-ناکّاوارام» (به‌معنای سرزمین بازِ بزرگ) یاد کرده‌اند. این جزایر بعدها در سفرنامهٔ مارکو پولو در سدهٔ سیزدهم و اودوریک پوردنونه‌ای در اوایل سدهٔ چهاردهم میلادی نیز ذکر شده‌اند.

### استعمار اروپایی
دانمارکی‌ها نخستین اروپاییانی بودند که در سال ۱۷۵۵ به این جزایر رسیدند. شرکت هند شرقی دانمارک با هدف توسعهٔ تجارت ادویه و برده، ادعای مالکیت بر بخش‌هایی از جزایر نیکوبار کرد و این منطقه را با نام «فردریکس‌اوی» به افتخار پادشاه دانمارک نام‌گذاری کرد. با این حال، تلاش‌های دانمارکی‌ها برای استعمار جزایر به‌دلیل بیماری، اقلیم دشوار و نبود زیرساخت‌های پشتیبان، بارها شکست خورد و در نهایت در سال ۱۸۶۸ دانمارک رسماً مالکیت خود را به بریتانیا واگذار کرد.
بریتانیا که از اواسط سدهٔ نوزدهم در پی گسترش نفوذ دریایی خود در اقیانوس هند بود، جزایر آندامان را در سال ۱۸۵۸ به‌طور رسمی ضمیمه کرد و پادگان نظامی و مستعمره‌ای برای تبعید و کار اجباری زندانیان، به‌ویژه زندانیان سیاسی جنبش استقلال هند، در پورت بلر تأسیس نمود. در این دوران، زندان سلولی (Cellular Jail) ساخته شد که بعدها به نماد مقاومت سیاسی و سرکوب استعمار بدل شد.
جزایر نیکوبار نیز به‌طور رسمی در دههٔ ۱۸۶۰ تحت کنترل بریتانیا قرار گرفتند. استعمار بریتانیا به‌طور مستقیم تأثیر کمی بر جوامع بومی جزایر نیکوبار گذاشت، چرا که ساکنان نیکوباری تا حد زیادی در خودبسندگی و انزوا زندگی می‌کردند و بریتانیا بیشتر تمرکز خود را بر آندامان جنوبی، به‌ویژه پورت بلر، گذاشته بود.

### اشغال ژاپن در جنگ جهانی دوم
در جریان جنگ جهانی دوم، نیروهای امپراتوری ژاپن در سال ۱۹۴۲ جزایر آندامان را اشغال کردند. در این دوره، نیروهای ژاپنی پورت بلر را به مقر نظامی خود بدل کردند و تا سال ۱۹۴۵ کنترل این منطقه را در دست داشتند. آن‌ها ادارهٔ جزایر را به‌طور نمادین به حکومت موقت آزاد هند، به رهبری سابهاش چندرا بوس، واگذار کردند، اما در عمل، اداره و کنترل نظامی همچنان در اختیار ژاپنی‌ها بود.
در طول این اشغال، گزارش‌هایی از شکنجه، اعدام و سرکوب‌های شدید علیه ساکنان غیرنظامی منتشر شد. بسیاری از بومیان و ساکنان جزایر از جمله افراد مظنون به همکاری با بریتانیا هدف اقدامات تلافی‌جویانه قرار گرفتند. با شکست ژاپن در جنگ، جزایر در سال ۱۹۴۵ دوباره به کنترل بریتانیا بازگشتند.

### پس از استقلال هند
با تصویب قانون استقلال هند ۱۹۴۷، جزایر آندامان و نیکوبار بخشی از اتحادیه هند شدند. در سال ۱۹۵۰، با به‌کارگیری قانون اساسی هند، این جزایر رسماً به‌عنوان یکی از قلمروهای اتحادیه‌ای هند تعریف شدند.
در دهه‌های بعد، دولت هند برنامه‌هایی برای توسعهٔ اقتصادی و انتقال جمعیت به جزایر اجرا کرد. هزاران خانواده از ایالت‌هایی مانند بنگال غربی، تامیل نادو، آندرا پرادش و بیهار به این جزایر مهاجرت داده شدند، به‌ویژه به جزایر آندامان شمالی و میانی، که تراکم جمعیت کمی داشتند. این سیاست‌ها موجب تغییر ترکیب جمعیتی منطقه شد، و در برخی موارد، فشارهایی بر منابع طبیعی و جامعه‌های بومی وارد کرد.
از دههٔ ۱۹۸۰، تلاش‌هایی برای حفاظت از مردم بومی آندامانی و نیکوباری در برابر ورود بی‌رویهٔ مهاجران و تماس با بیرون آغاز شد. سیاست‌های محدودکننده‌ای برای ورود به مناطق محافظت‌شده، به‌ویژه برای سنتینلی‌ها و جارواها، به اجرا درآمد تا این جوامع کم‌جمعیت از بیماری‌ها و تأثیرات فرهنگی خارجی در امان بمانند.

### جغرافیا و اقلیم
جزایر آندامان و نیکوبار در محل تلاقی خلیج بنگال در غرب و دریای آندامان در شرق واقع شده‌اند. این مجمع‌الجزایر بخشی از قوس آتشفشانی برمه به‌شمار می‌رود که از میانمار تا اندونزی امتداد دارد. جزایر عمدتاً از رشته‌کوه‌هایی تشکیل شده‌اند که در زیر دریا امتداد یافته‌اند و نوک آن‌ها از آب بیرون آمده‌است. زمین‌ها عمدتاً کوهستانی یا تپه‌ای‌اند و پوشش جنگلی انبوهی دارند.
از مجموع ۵۷۲ جزیره، تنها ۳۸ جزیره دارای سکنه دائمی هستند. کانال ده درجه‌ای، این مجمع‌الجزایر را به دو بخش عمده تقسیم می‌کند: جزایر آندامان در شمال و جزایر نیکوبار در جنوب. آتشفشان بارتینگ تنها آتشفشان فعال در هند است که در بخش شرقی جزایر آندامان واقع شده‌است.
این جزایر در ناحیهٔ استوایی قرار دارند و اقلیم آن‌ها اقلیم گرم و مرطوب است. میزان بارش سالانه به‌طور میانگین بین ۳٬۰۰۰ تا ۳٬۸۰۰ میلی‌متر متغیر است. فصل موسمی از ماه مه تا نوامبر ادامه دارد و طوفان‌های موسمی شدید، به‌ویژه در ماه‌های اکتبر و نوامبر، تهدیدی همیشگی برای ساکنان و زیرساخت‌های جزایر محسوب می‌شوند.